# 吳于詩
吳于詩（1533年—？年），字以興，四川敘州府富順縣竈籍，嘉定州榮縣人，十二月二十九日生，行一，治《詩經》，明朝政治人物。

## 生平
由縣學附學生中式四川鄉試第四十四名舉人，年二十七歲中式嘉靖三十八年（1559年）己未科會試第八十四名，第三甲第一百七十六名進士。

## 家族
曾祖吳堂，祖吳可依，父吳諄，母江氏；繼母魏氏。慈侍下。弟于禮；于樂。